# Гута (Березинський район)
Гута (біл. вёска Гута) — село в складі Березинського району Мінської області, Білорусь. Село підпорядковане Поплавській сільській раді, розташоване в східній частині області.